# Cassis
O cassis (português brasileiro) ou cássis (português europeu) ou groselheira-preta (Ribes nigrum) é um arbusto originário da Europa do Norte. Os seus frutos, conhecidos como cassis ou groselha negra, são bagas redondas de cor escura e são consumidos inteiros, como xarope, geleia, doce e licor, dentre outros.
Este fruto é a base do creme de cassis, um licor francês muito conhecido e utilizado na elaboração de sobremesas.